# HAVE MERCY!
『HAVE MERCY!』（ハヴ・マーシー）は、忌野清志郎2枚目のライブ・アルバム。 1992年6月24日発表。正式名義は、KIYOSHIRO IMAWANO + BOOKER T. & THE MG'S。

## 解説
1992年のソロ・アルバム『Memphis』発表後、レコーディング・メンバーと全国ツアー「忌野清志郎 with Booker T. & The M.G.'s Tour 1992」を敢行。4月8日・大阪厚生年金会館から20日・神戸国際会館まで計9本のライヴが行われ、4月18日・東京・日本武道館での模様がライブ・レコーディングされた。

## 背景
オープニングはスタックス・レコードのヒット曲"Green Onions"が器楽曲で演奏され、スティーヴ・クロッパーの呼び込みにより忌野が登場。未発表2曲を含む全16曲が収録。
同名ライヴ・ビデオはアルバム未収録「石井さん」「ぼくの目は猫の目」「高齢化社会」が収録。
本作発売前にWOWOWで同日の模様が放送。本作収録曲の大半と未収録「世間知らず」が含まれていた。

## 収録曲
1. Green Onions
作曲：Booker T. Jones/Steve Cropper/Al Jackson/Lewis Steinberg
2. Hold On, I'm Comin' - Knock On Wood - Last Night
作曲：David Porter/Issac Hayes - Steve Cropper/Eddie Floyd - The Mar-Keys
3. Boys
作詞･作曲：忌野清志郎、三宅伸治
4. カモナ・ベイビー
作詞･作曲：忌野清志郎
5. 雪どけ
作詞･作曲：忌野清志郎
6. ママ プリーズ カムバック
作詞･作曲：忌野清志郎
7. LIKE A DREAM
作詞･作曲：忌野清志郎
未発表曲
8. ペテン師
作詞･作曲：忌野清志郎
未発表曲
9. 彼女の笑顔
作詞･作曲：忌野清志郎
10. つ・き・あ・い・た・い
作詞･作曲：忌野清志郎
RCサクセションの楽曲
11. トランジスタ・ラジオ
作詞･作曲：忌野清志郎、G1,238,471
RCサクセションの楽曲
12. MTN
作詞･作曲：忌野清志郎、Steve Cropper
13. からすの赤ちゃん
作詞･作曲：海沼實
14. IN THE MIDNIGHT HOUR
作詞･作曲：Wilson Pickett Jr./Steve Cropper
15. SHAKE
作詞･作曲：Sam Cooke　日本語詞：忌野清志郎
16. (SITTIN' ON) THE DOCK OF THE BAY
作詞･作曲：Otis Redding/Steve Cropper
翌年MG'sを従えたニール・ヤングのツアーでも同じアレンジで演奏された。
その演奏はMG'sの3枚組CD-BOX『Time Is Tight』収録

## 参加ミュージシャン
- 忌野清志郎 - ボーカル、ハーモニカ、ギター
- ブッカー・T・ジョーンズ - ハモンドオルガン、ボーカル
- スティーヴ・クロッパー - ギター、ボーカル
- ドナルド・ダック・ダン - ベース
- アントン・フィグ - ドラムス
- ウェイン・ジャクソン - トランペット
- アンドリュー・ラヴ - テナー・サクソフォーン
- ジム・ホーン - バリトン&ソプラノ・サクソフォーン